# Semsudin Mehic
Semsudin Mehic (* 18. Januar 1989 in Bijeljina) ist ein in Österreich lebender Fußballspieler bosnischer Herkunft.

## Karriere
Mehic, geboren in Bosnien und Herzegowina, kam bereits als Kind aus Deutschland, wo er in der Bayern München Akademie kickte, nach Witzelsdorf, wo er seine Jugendkarriere beim Nachwuchs von SCG Eckertsau startete. Nach ca. 2 Jahren wurde er dann von Rapid Wien gescoutet und in die Nachwuchsmannschaft aufgenommen. Anschließend wurde er bei den Rapid-Wien-Amateuren, die in der drittklassigen Regionalliga Ost spielen, aufgestellt. In der Winterpause 2008/09 wurde Mehic an den eine Klasse höher spielenden Erstligisten FC Wacker Innsbruck verliehen und gehörte dort nach guten Testspielleistungen sogleich zum fixen Kader: In den folgenden neun Meisterschaftspartien spielte er immer von Beginn an, die Sportredaktion des ORF zählte ihn in den ersten sechs davon jeweils zu den Besten am Platz. Dessen ungeachtet bat Mehic Anfang Mai 2009 aus persönlichen Gründen um die Auflösung seines Vertrages in Innsbruck und kehrte umgehend nach Wien zurück. Nachdem er wieder bei den Rapid Amateuren tätig gewesen war, wechselte er im Januar 2010 leihweise zur First Vienna FC. In der Saison 2010/11 wurde er an das FAC Team für Wien ausgeliehen.

## Position
Semsudin spielt im Mittelfeld. Er ist ein offensiver, und vor allem ein schneller Fußballer.